# المؤسسة العامة لجسر الملك فهد

شعار المؤسسة العامة لجسر الملك فهد.

المؤسسة العامة لجسر الملك فهد هيئة ذات شخصية اعتبارية أنشئت بموجب الاتفاقية المبرمة بين المملكة العربية السعودية ومملكة البحرين الموقعة بتاريخ 13/4/1406هـ والمصادق عليها بالمرسوم الملكي رقم م/9 في 3/5/1406هـ والمرسوم الأميري رقم 4 لسنة 1986م بتاريخ 19/5/1406هـ. ويرأس مجلس إدارة المؤسسة الأستاذ أحمد بن عبد العزيز الحقباني محافظ الهيئة العامة للجمارك في السعودية، أما نائب رئيس مجلس إدارة المؤسسة فهو الشيخ أحمد بن حمد آل خليفة رئيس شؤون الجمارك في البحرين. كما يشغل منصب المدير التنفيذي للمؤسسة المهندس عماد بن إبراهيم المحيسن.
وتتألف المؤسسة العامة لجسر الملك فهد من مجلس إدارة، وإدارة تنفيذية، ويتشكّل مجلس إدارتها وفقاً للاتفاقية بين الدولتين من ثمانية أعضاء: رئيس وثلاثة أعضاء سعوديين تعينهم حكومة المملكة العربية السعودية، ونائب رئيس وثلاثة أعضاء بحرينيين تعينهم حكومة مملكة البحرين ومدة عضوية مجلس الإدارة ثلاث سنوات قابلة للتجديد، أما الإدارة التنفيذية فهي الإدارات المكونة للمؤسسة ممثلة برئيسها التنفيذي.

## تاريخ تأسيس المؤسسة
يمثل إنشاء جسر الملك فهد تجسيدًا لجسور متصلة بامتداد تاريخ عريق بين المملكة العربية السعودية ومملكة البحرين، وقد أثمرت العلاقة التاريخية المميزة بين البلدين عن إنشاء صرح عالمي أطلق عليه بمسمى جسر الملك فهد، ومرّت فكرة إنشاء الجسر وولادة المؤسسة مراحل تاريخية مهمة:
- 1954: جلالة الملك سعود بن عبد العزيز آل سعود يزور البحرين تلبية لدعوة من أخيه الشيخ سلمان بن حمد آل خليفة، ويطلق فكرة إنشاء جسر بحري.
- 1965: جلالة الملك فيصل بن عبد العزيز آل سعود يأمر بتشكيل لجنة لدراسة تنفيذ مشروع الجسر البحري.
- 1981: شهدت المنامة عاصمة مملكة البحرين توقيع اتفاقية إنشاء الجسر.
- 1982: وضع حجر الأساس وإزاحة الستار عن اللوحة التذكارية إيذانًا ببدء أعمال تنفيذ مشروع الجسر.
- 1985: وقعت اتفاقية إنشاء المؤسسة العامة لجسر الملك فهد، وحددت فيها أبعاد وإحداثيات منطقة الجسر.
- 1986: افتتح كل من خادم الحرمين الشريفين الملك فهد بن عبد العزيز آل سعود وصاحب السمو الشيخ عيسى بن سلمان جسر الملك فهد.

## أعمال المؤسسة
الإشراف الإداري والمالي والفني على جميع العمليات القائمة في الجسر.
التنسيق بين الأجهزة الحكومية السعودية والبحرينية والتي تتصل أعمالها بالجسر.
تحصيل الرسوم المالية مقابل المرور على الجسر واستخدام مرافقه.
تنفيذ ومتابعة أعمال الصيانة والصيانة الوقائية لجميع أجزاء جسر الملك فهد والمباني والمعدات، إلى جانب تشغيل جميع الخدمات من كهرباء وماء وصرف صحي وهاتف وغيرها، إضافة إلى أعمال الفحص الشامل للجسر.